# Satu Nou (gmina Muntenii de Sus)
Satu Nou – wieś w Rumunii, w okręgu Vaslui, w gminie Muntenii de Sus. W 2011 roku liczyła 1724 mieszkańców.